# Asesinato de Gabriel Grüner y Volker Krämer
Gabriel Grüner y Volker Krämer fueron dos periodistas alemanes de la revista Stern que fueron fusilados por soldados yugoslavos en un puesto de control en el paso de Dulje, al oeste de Kosovo, dos días después de que finalizara la guerra de Kosovo el 13 de junio de 1999. Los dos periodistas fueron los primeros civiles de un país de la OTAN que murieron durante la guerra. Su traductor, Senol Alit, también fue asesinado en el lugar.

## Gabriel Grüner
Gabriel Grüner nació el 8 de agosto de 1963 en Mals, Italia. Estudió en la Universidad de Innsbruck, Austria. Su novia, Beatrix Gerstberger, estaba embarazada de seis meses de su primer hijo Jakob en el momento de su muerte. Fue asesinado a la edad de 35 años y enterrado en Italia. Gerstberger, también periodista, escribió un libro donde documentó su propia historia sobre Grüner y recogió las historias de otras mujeres que habían perdido a sus maridos.
Grüner comenzó su carrera periodística en 1991, y trabajó durante ocho años antes de ser asesinado. Trabajó a nivel internacional y había estado en Afganistán, Argelia, Sudán. Fue galardonado con varios premios por su trabajo, como el World Press Photo Award y la Royal Society of Photography.

## Volker Krämer
Volker Krämer nació posiblemente el 12 de octubre de 1943 en Alemania. «Volker ha hecho un trabajo extraordinario, por lo que ha podido trabajar para el Stern por mucho tiempo, porque puede elegir entre los mejores fotógrafos del mundo y por lo tanto es muy bueno en el trabajo, lo que también fue divertido para él», dijo uno de sus compañeros de clase. No se puede recuperar mucha información de su vida personal. Su madre le animó en su carrera. Tomó notas de diferentes cosas además de tomar fotografías. Sin embargo, la fotografía era lo que le gustaba hacer. Él y su madre viajaban juntos y él tomaba las fotos que le inspiraban. Trabajó para la revista Stern durante muchos años. Una vez dijo: «Cuando soy periodista, me muevo en la vida cotidiana de la gente normal, y a través de la cámara me doy cuenta de lo absurdo y parcialmente divertido que a veces se ve».
Krämer trabajó para la revista Stern durante unos treinta años. Llevaba más tiempo en la compañía que Grüner. Comenzó su carrera como aprendiz durante tres años en la editorial Rheinische Post de Düsseldorf antes de ser contratado en Stern. Solo fotografió para Stern de vez en cuando. Una exposición de sus cuadros fue organizada con la ayuda del entonces director de la Escuela Wilhelm Fabry, Hans-Gunther Eckerth. Escribió notas y observó los puntos focales del mundo a través de sus fotografías. Se le describió como si tuviera un punto de vista único. También se sintió atraído por las zonas de crisis, que no eran seguras para los fotógrafos. Allí tomó fotos y capturó información que llevaría al semanario Stern. Desempeñó un gran papel en la revista y dedicó gran parte de su tiempo personal a sus historias. Uno de sus artículos más famosos está basado en el tema de los nacimientos en el hogar.

## Asesinato
El 13 de junio de 1999, en el paso de Dulje en Kosovo, ambos periodistas fueron asesinados a tiros cuando fueron atrapados en una emboscada. Mientras volvían por la ruta segura a través del paso, se encontraron con un puesto de control de soldados yugoslavos. Luego fueron perseguidos. Cuando trataron de escapar, les dispararon. Krämer murió inmediatamente a causa de los disparos. Un editor de Spiegel fotografió su cuerpo desde una distancia segura. Grüner, sin embargo, resultó gravemente herido por los disparos. Fue encontrado por soldados británicos y llevado a un hospital en Tetovo, Macedonia. No hay una causa fija en cuanto a por qué fueron disparados y asesinados.
Hasta el día de hoy, todavía no está claro si estaban en coches sin marcar. Estaban conduciendo en busca de fosas comunes y perdieron la pista de dónde estaban por lo que necesitaban ayuda para volver a casa. Se acercaron a las tropas de la OTAN de Yugoslavia, que les dijeron que les mostrarían dónde estaban las tumbas y les ayudarían a regresar. Sin embargo, no fue así como ocurrió. Los soldados les habían mentido. Intentaron escapar, pero no pudieron hacerlo.

## Contexto
Las muertes estaban conectadas con los soldados sin saber lo que estaban haciendo allí. Tomaron el asunto en sus propias manos y los mataron, como si se sintieran obligados. No confiaban en lo que los periodistas les decían, así que sintieron que su trabajo era mantener a todos los demás a salvo. Mientras huían, los soldados pensaron que no hacían nada bueno y dispararon. Después de los tiroteos, se investigaron los cargos que se consideraban necesarios contra las tropas. Los periodistas no estaban equivocados ni hacían nada que debiera haber sido visto como algo superficial. Sin embargo, en cuanto a cada historia se puede mirar desde ambos lados, pero la sensación de que ya no eran escuchados para hablar por su parte de la historia tenía que ser de un lado.

## Impacto
El impacto de sus muertes fue muy grande y desalentador para Stern. Lamentablemente, no fueron los primeros periodistas asesinados en trabajar para esa empresa. Eran considerados los editores estrella. Fue inesperado, y sin mencionar que estaban trabajando en un proyecto cuando ocurrieron las muertes. No había nadie que pudiera reemplazar todo el tiempo y el trabajo que habían puesto en la revista. Sin embargo, no querían mirar ni pensar en tener que reemplazarlos. Eran dos de las caras principales de la revista. No solo sufrieron las familias, sino también sus compañeros de trabajo y la comunidad en su conjunto. Debido a sus muertes, han sido honrados en ceremonias y los reconocen y recuerdan. Hay un Volker Krämer: Begegnungen que tiene noventa fotos del fotógrafo.

## Reacciones
Como reacción a la muerte de los periodistas, la gente abrió los ojos a los peligros a los que se enfrentan estos profesionales en su día a día al tratar de hacer su trabajo. En estos países se empezaron a tomar precauciones cuando los periodistas viajaban. En el momento de su muerte, no tenían seguridad ya que podían caminar libremente. No tenían ninguna forma de protección, sino entre ellos. Se exigió una mejor protección. Ahora, los periodistas tienen seguridad, ya sea en el lugar donde se alojan o siguiéndolos mientras trabajan. No solo se pone en peligro a los periodistas, sino también a los camarógrafos o a las personas que los ayudan. Los refugiados ya no deben permanecer en las líneas del campo de batalla. Los serbios de Kosovo temían vengarse sangrientamente de lo ocurrido. Se llamó a más tropas a la zona.

## Memorial
En el paso de Dulje, en Kosovo, hay una monumento conmemorativo de Grüner y Krämer.